# Ю (община)
Вижте пояснителната страница за други значения на Ю.
Община Ю (на шведски: Hjo kommun) е разположена в лен Вестра Йоталанд, югозападна Швеция с обща площ 587 km2 и население 8805 души (към 31 декември 2013). Административен център на община Ю е едноименния град Ю.